# Smedasundet

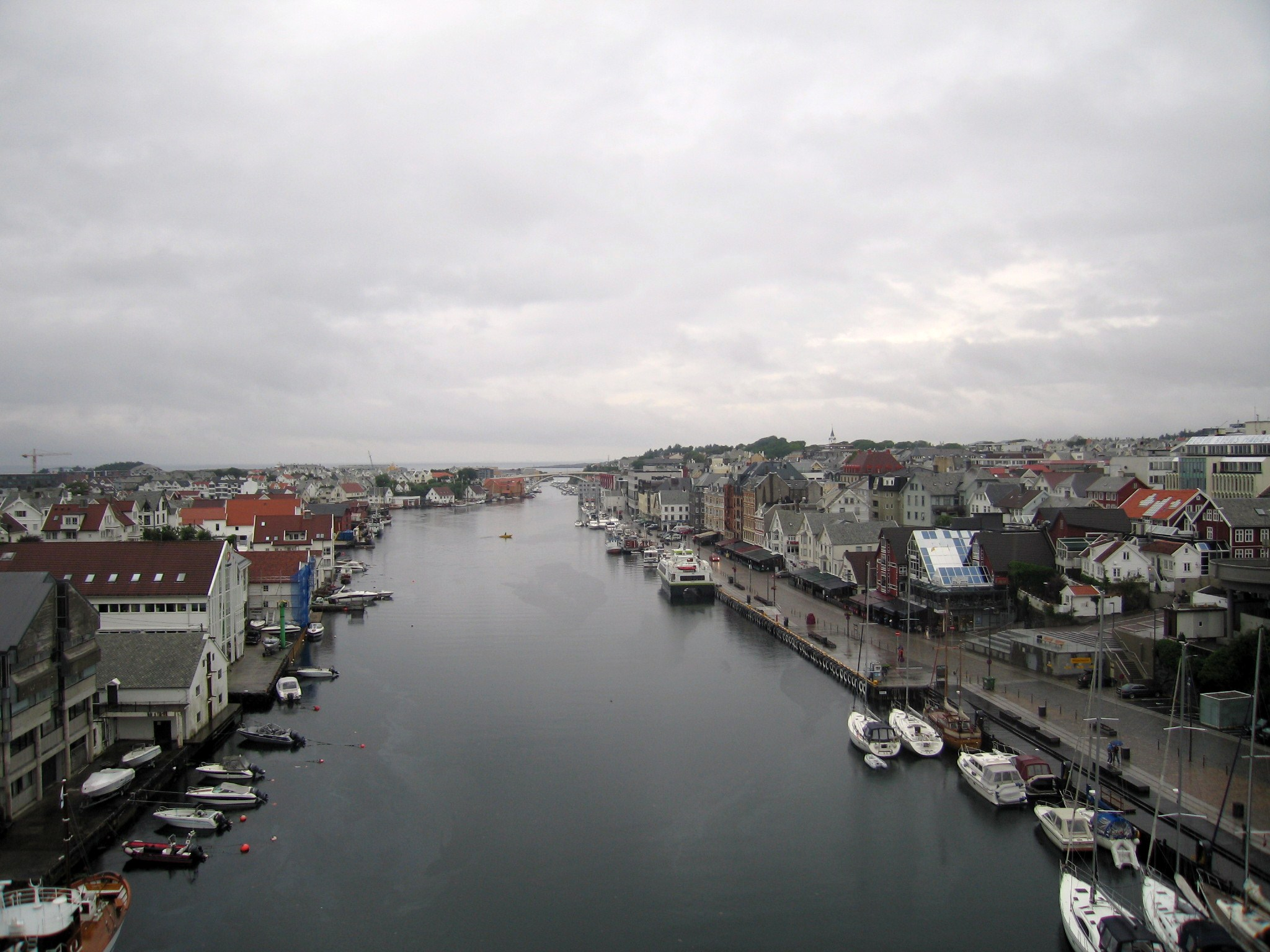
Le Smedasundet vu du pont de Risøy en direction du nord

Smedasundet est un détroit norvégien situé dans la commune de Haugesund (comté du Rogaland). Il sépare le centre-ville des îles de Risøy et Hasseløy. Le port, sur la partie continentale, s'appelle Flaggruten et abrite principalement de petites embarcations. 